# Liste der Kulturdenkmale in Aland (Altmark)
In der Liste der Kulturdenkmale in Aland (Altmark) sind alle  Kulturdenkmale der Gemeinde Aland und ihrer Ortsteile aufgelistet. Grundlage ist das Denkmalverzeichnis des Landes Sachsen-Anhalt, das auf Basis des Denkmalschutzgesetzes des Landes Sachsen-Anhalt vom 21. Oktober 1991 durch das Landesamt für Denkmalpflege und Archäologie Sachsen-Anhalt erstellt und seither laufend ergänzt wurde (Stand: 31. Dezember 2024).

## Kulturdenkmale nach Ortsteilen

### Aulosen
| Lage                             | Bezeichnung | Beschreibung | Erfassungs- nummer | Ausweisungsart | Bild       |
| -------------------------------- | ----------- | ------------ | ------------------ | -------------- | ---------- |
| Friedensstraße Aulosen (Karte)   | Kirche      | Kirche       | 094 36359          | Baudenkmal     | Kirche     |
| Friedensstraße 7 Aulosen (Karte) | Bauernhaus  | Bauernhaus   | 094 36522          | Baudenkmal     | Bauernhaus |

### Groß Holzhausen
| Lage                                   | Bezeichnung | Beschreibung | Erfassungs- nummer | Ausweisungsart | Bild     |
| -------------------------------------- | ----------- | ------------ | ------------------ | -------------- | -------- |
| Hauptstraße 88 Groß Holzhausen (Karte) | Gutshaus    | Lindenhof    | 094 36477          | Baudenkmal     | Gutshaus |

### Klein Wanzer
| Lage                  | Bezeichnung | Beschreibung | Erfassungs- nummer | Ausweisungsart | Bild |
| --------------------- | ----------- | ------------ | ------------------ | -------------- | ---- |
| Dorfstraße 62 (Karte) | Bauernhaus  |              | 094 36523          | Baudenkmal     | BW   |

### Krüden
| Lage                                   | Bezeichnung | Beschreibung | Erfassungs- nummer | Ausweisungsart | Bild   |
| -------------------------------------- | ----------- | ------------ | ------------------ | -------------- | ------ |
| Hauptstraße 99 Groß Holzhausen (Karte) | Bahnhof     |              | 094 97954          | Baudenkmal     | BW     |
| Schulstraße (Karte)                    | Kirche      |              | 094 36438          | Baudenkmal     | Kirche |

### Pollitz
| Lage                | Bezeichnung | Beschreibung | Erfassungs- nummer | Ausweisungsart | Bild   |
| ------------------- | ----------- | ------------ | ------------------ | -------------- | ------ |
| Hauptstraße (Karte) | Kirche      |              | 094 36461          | Baudenkmal     | Kirche |

### Scharpenhufe
| Lage                | Bezeichnung           | Beschreibung                                       | Erfassungs- nummer | Ausweisungsart               | Bild                  |
| ------------------- | --------------------- | -------------------------------------------------- | ------------------ | ---------------------------- | --------------------- |
| Hauptstraße (Karte) | Gutshaus Scharpenhufe | Rittergut Gutshaus des früheren Gutes Scharpenhufe | 094 17971          | Baudenkmal                   | Gutshaus Scharpenhufe |
| Dorfstraße (Karte)  | Park                  | Park                                               | 094 17971 001      | Teilobjekt eines Baudenkmals | BW                    |

### Vielbaum
| Lage                | Bezeichnung | Beschreibung | Erfassungs- nummer | Ausweisungsart | Bild           |
| ------------------- | ----------- | ------------ | ------------------ | -------------- | -------------- |
| Kirchweg 21 (Karte) | Kirche      |              | 094 36439          | Baudenkmal     | Weitere Bilder |
| Kirchweg 25 (Karte) | Bauernhaus  |              | 094 36527          | Baudenkmal     | Bauernhaus     |

### Wahrenberg
| Lage                                             | Bezeichnung    | Beschreibung | Erfassungs- nummer | Ausweisungsart | Bild           |
| ------------------------------------------------ | -------------- | ------------ | ------------------ | -------------- | -------------- |
| Hauptstraße Abzweig Ewald-Friedrich-Ring (Karte) | Kriegerdenkmal |              | 094 36616          | Kleindenkmal   | Kriegerdenkmal |
| Hauptstraße 15 (Karte)                           | Bauernhof      |              | 094 36467          | Baudenkmal     | Bauernhof      |
| Hauptstraße 40 (Karte)                           | Bauernhof      |              | 094 36468          | Baudenkmal     | Bauernhof      |
| Hauptstraße 49 (Karte)                           | Bauernhof      |              | 094 36614          | Baudenkmal     | Bauernhof      |
| Hauptstraße 50 Eingang Kösterberg (Karte)        | Bauernhaus     |              | 094 36615          | Baudenkmal     | Bauernhaus     |
| Hauptstraße 52a (Karte)                          | Bauernhaus     |              | 094 36613          | Baudenkmal     | Bauernhaus     |
| Kirchweg (Karte)                                 | Kirche         |              | 094 36466          | Baudenkmal     | Kirche         |
| Stutweider Weg 36a (Karte)                       | Bauernhaus     |              | 094 36612          | Baudenkmal     | Bauernhaus     |

### Wanzer
| Lage                                        | Bezeichnung  | Beschreibung | Erfassungs- nummer | Ausweisungsart | Bild           |
| ------------------------------------------- | ------------ | ------------ | ------------------ | -------------- | -------------- |
| am Ortsrand (Karte)                         | Mühle        |              | 094 18244          | Baudenkmal     | Mühle          |
| Dorfstraße (Karte)                          | Kirche       |              | 094 36471          | Baudenkmal     | Weitere Bilder |
| Dorfstraße Ortsausgang nach Aulosen (Karte) | Distanzstein |              | 094 36526          | Kleindenkmal   | Distanzstein   |
| Dorfstraße 8 (Karte)                        | Bauernhaus   |              | 094 36525          | Baudenkmal     | Bauernhaus     |
| Dorfstraße 39 gegenüber Nr. 38 (Karte)      | Bauernhof    |              | 094 36524          | Baudenkmal     | BW             |
| Dorfstraße 43 (Karte)                       | Gasthof      |              | 094 36472          | Baudenkmal     | Gasthof        |

## Ehemalige Denkmale
Die nachfolgenden Objekte waren ursprünglich ebenfalls denkmalgeschützt oder wurden in der Literatur als Kulturdenkmale geführt. Die Denkmale bestehen heute jedoch nicht mehr, ihre Unterschutzstellung wurde aufgehoben oder sie werden nicht mehr als Denkmale betrachtet.

### Aulosen
| Lage                         | Bezeichnung           | Beschreibung | Erfassungs- nummer | Ausweisungsart | Bild           |
| ---------------------------- | --------------------- | --- | ------------------ | -------------- | -------------- |
| Grenzwüstung Stresow (Karte) | Grenzsicherungsanlage | Grenzsicherungsanlage Grenzwüstung des ehemaligen Dorfes Stresow, entsprechend eines Schreibens an die Untere Denkmalschutzbehörde vom 19. Dezember 2023 im Jahr 2024 aus dem Denkmalverzeichnis gestrichen. | 107 35024          | Baudenkmal     | Weitere Bilder |

## Legende
In den Spalten befinden sich folgende Informationen:
- Lage: Nennt den Straßennamen und wenn vorhanden die Hausnummer des Kulturdenkmals. Die Grundsortierung der Liste erfolgt nach dieser Adresse. Der Link „Karte“ führt zu verschiedenen Kartendarstellungen und nennt die geographischen Koordinaten.
Link zu einem Kartenansichtstool, um Koordinaten zu setzen. In der Kartenansicht sind Baudenkmale ohne Koordinaten mit einem roten bzw. orangen Marker dargestellt und können in der Karte gesetzt werden. Baudenkmale ohne Bild sind mit einem blauen bzw. roten Marker gekennzeichnet, Baudenkmale mit Bild mit einem grünen bzw. orangen Marker.
- Offizielle Bezeichnung: Nennt den Namen, die Bezeichnung oder zumindest die Art des Kulturdenkmals und verlinkt, soweit vorhanden, auf den Artikel zum Objekt.
- Beschreibung: Nennt bauliche und geschichtliche Einzelheiten des Kulturdenkmals, vorzugsweise die Denkmaleigenschaften.
- Erfassungsnummer: Für jedes Kulturdenkmal wird in Sachsen-Anhalt eine 20stellige Erfassungsnummer vergeben. Die letzten zwölf Ziffern werden für die Untergliederung nach Teilobjekten genutzt und werden nur angegeben, soweit vergeben. In dieser Spalte kann sich folgendes Icon  befinden, dies führt zu Angaben zu diesem Baudenkmal bei Wikidata.
- Ausweisungsart: Die Einordnung des Denkmales nach § 2 Abs. 2 DenkmSchG LSA
- Bild: Ein Bild des Denkmales, und gegebenenfalls einen Link zu weiteren Fotos des Kulturdenkmals im Medienarchiv Wikimedia Commons. Wenn man auf das Kamerasymbol klickt, können Fotos zu Kulturdenkmalen aus dieser Liste hochgeladen werden: